# Il cacciatore (serie televisiva 2018)
Il cacciatore è una serie televisiva italiana, ideata da Marcello Izzo, Silvia Ebreul e Alfonso Sabella, diretta da Stefano Lodovichi, Davide Marengo e Fabio Paladini e trasmessa su Rai 2 dal 14 marzo 2018 al 10 novembre 2021. 
La serie è ispirata alla vera storia del magistrato Alfonso Sabella (che nella finzione diventa Saverio Barone), membro del pool antimafia di Palermo dei primi anni novanta, subito dopo le stragi di Capaci e via D'Amelio. Le vicende sono tratte dal suo romanzo autobiografico Cacciatore di mafiosi, edito da Mondadori.

## Episodi
| Stagione         | Episodi | Prima TV |
| ---------------- | ------- | -------- |
| Prima stagione   | 12      | 2018     |
| Seconda stagione | 8       | 2020     |
| Terza stagione   | 8       | 2021     |

## Trama
Le vicende di Saverio Barone, un giovane PM intenzionato a fare carriera, che nei primi anni Novanta diventa il protagonista della "caccia" ai mafiosi nella stagione immediatamente successiva alle stragi di Capaci e Via D'Amelio. Dopo essere riuscito ad arrestare Leoluca Bagarella (prima stagione), dopo una lunga caccia riesce a prendere i fratelli Giovanni ed Enzo Salvatore Brusca (seconda stagione), responsabili della morte di Giovanni Falcone e del piccolo Giuseppe Di Matteo, mettendo nel mirino Bernardo Provenzano (tuttavia riuscirà ad arrivare solo a Vito Vitale e Pietro Aglieri nella terza stagione). L'intera serie si svolge tra il 1993 e il 1999.

## Personaggi e interpreti

### Personaggi principali
- Saverio Barone (st. 1-3) giovane, testardo e ambizioso, ma anche astuto e leale nuovo Magistrato del pool Antimafia. Si fa coinvolgere dalla sua "caccia" al punto da rimanerne ossessionato. È interpretato da Francesco Montanari ed ispirato alla figura di Alfonso Sabella.
- Giada Stranzi (st. 1-3), fidanzata di Saverio Barone; ha abbandonato una vita tranquilla e un lavoro sicuro a Roma per seguire il compagno. Pur amandolo molto, non sopporta di essere trascurata da lui per la sua missione. Successivamente si separano. È interpretata da Miriam Dalmazio.
- Carlo Mazza (st. 1-2; guest 3), uno dei magistrati più esperti del pool (lavorò anche con il suo amico Giovanni Falcone, durante il maxi-processo); inizialmente apertamente ostile nei confronti di Barone, col passare del tempo comincerà a rispettarlo, tanto da diventarne un buon amico e una sorta di "fratello maggiore". Alla fine della seconda stagione, come promesso alla sua famiglia, lascia il pool. È interpretato da Francesco Foti e liberamente ispirato alla figura di Guido Lo Forte.
- Andrea Elia (st. 1-3), pacato e pragmatico nuovo Procuratore Capo di Palermo che arruola Barone nel suo team. Anche se ammira le capacità del suo nuovo PM, spesso mal digerisce le sue continue intemperanze. È interpretato da Roberto Citran e ispirato alla figura di Gian Carlo Caselli.
- Leonardo Zaza (st. 1-3), fedele e coraggioso capo scorta di Barone. È interpretato da Marco Rossetti.
- Diego Navarra (st.1-3), capo della squadra mobile che collabora con la procura all'arresto dei fratelli Brusca. Testardo e determinato, a causa del suo lavoro ha divorziato ben due volte. È interpretato da Giorgio Caputo.
- Vito Vitale (st. 1-3), detto “Fardazza”, capo del mandamento di Partinico e fedelissimo di Brusca, con il sogno di ammazzare Barone con il suo lanciamissili. È interpretato da Paolo Ricca.
- Domenico "Mico" Farinella (st. 1), detto “U Sultano”, reggente del mandamento di Gangi-San Mauro Castelverde (Madonie), tossico e violento criminale, figlio di un boss in carcere (Giuseppe Farinella). È il primo arresto di una certa rilevanza di Saverio Barone. È interpretato da Giulio Beranek.
- Cesare Bonanno (st. 1), Capitano dei Carabinieri che collabora con Barone all’arresto di Bagarella. È interpretato da Nicola Rignanese.
- Antonino "Nino" Mangano (st. 1), detto “U Signuri”, reggente del mandamento di Brancaccio-Ciaculli, gelido e spietato braccio destro di Bagarella. È interpretato da Claudio Castrogiovanni.
- Leoluca Bagarella (st. 1; guest 2), detto “Don Luchino”, capo indiscusso di Cosa Nostra dopo l'arresto del cognato Totò Riina, è uno spietato e inafferrabile criminale che vuole continuare la guerra senza quartiere allo Stato; tuttavia ama molto la moglie Vincenzina, e soffre dal non riuscire ad avere da lei un figlio. È interpretato da David Coco.
- Tony Calvaruso (st. 1-2), autista e confidente di Leoluca Bagarella, spera di non essere eccessivamente coinvolto in Cosa Nostra senza però rinunciare a guadagnarci. Arrestato subito dopo Bagarella, verrà convinto da Barone a pentirsi indicando il rifugio bunker di Brusca. È interpretato da Paolo Briguglia.
- Giovanni Brusca (st. 1-2), detto “U Verru”, sanguinario boss mafioso e reggente del mandamento di San Giuseppe Jato. Soffre la sua condizione da eterno latitante e sogna di scalzare Bagarella dal ruolo di unico e vero capo; è colui che rapisce il piccolo Giuseppe Di Matteo. È interpretato da Edoardo Pesce.
- Enzo Salvatore Brusca (st. 1-2), fratello minore di Giovanni Brusca, sembra soffrirne il carisma criminale e la ferocia. È interpretato da Alessio Praticò.
- Francesca Lagoglio (st. 2-3), poliziotta spesso snobbata e osteggiata dai suoi colleghi, diventa la più fedele collaboratrice di Navarra e Barone (con cui avrà un breve flirt). È interpretata da Francesca Inaudi.
- Bernardo Provenzano (st. 2-3), detto “U Ragioniere”, uno dei capi di Cosa Nostra che si distacca dalle attività stragiste di Bagarella e Riina. È interpretato da Marcello Mazzarella.
- Pietro Aglieri (st. 2-3), detto “U Signurinu”, reggente del mandamento di Santa Maria di Gesù e alleato di Bernardo Provenzano, con cui tuttavia entra in conflitto a più riprese. È interpretato da Gaetano Bruno.
- Paola Romano (st. 3), è il nuovo Magistrato del Pool Antimafia, trasferitasi da Napoli contro il volere del padre, affermato avvocato. Verrà affiancata a Barone, che inizialmente non la vede di buon occhio (chiamandola con disprezzo "raccomandata" e "cacanidu"), ma successivamente la fa entrare nella sua squadra e ne diventa l'erede spirituale. Di Barone avrà anche una breve e non ricambiata infatuazione. È interpretata da Linda Caridi.

### Personaggi secondari
- Pasquale Di Filippo (st. 1), detto “A Dama”, uomo d’onore di Corso dei Mille e uomo di fiducia di Leoluca Bagarella, che quando viene arrestato decide di pentirsi. È interpretato da Dario Aita.
- Emanuele Di Filippo (st. 1), uomo d’onore di Corso dei Mille. Una volta pentito, collabora alla cattura di suo fratello Pasquale. È interpretato da Luciano Saladino.
- Domenico Spallone (st. 1), uomo di fiducia di Pasquale Di Filippo. È interpretato da Valentino Pizzuto.
- Salvatore Cancemi (st. 1), detto “Totò Caserma”, ex reggente del mandamento di Porta Nuova, divenuto collaboratore di giustizia. È interpretato da Santo Bellina.
- Emanuele Brusca (st. 1), fratello di Giovanni ed Enzo Brusca. È interpretato da Vincenzo Crivello.
- Bernardo Brusca (st. 1), padre di Giovanni ed Enzo Brusca. È interpretato da Claudio Collovà.
- Matteo Messina Denaro (st. 1), detto “U Siccu” e anche “Diabolik”, reggente del mandamento di Castelvetrano. È interpretato da Lorenzo Adorni.
- Aldo Parisi (st. 1), giornalista amico di Barone. È interpretato da Fabrizio Romano.
- Gavino (st. 1), Commissario di Termini Imerese. È interpretato da Massimiliano Davoli.
- Antonino Di Caro (st. 1), detto “U Dutturi”, reggente di Cosa Nostra della provincia di Agrigento, viene ucciso da Giovanni Riina. È interpretato da Alessandro Schiavo.
- Francesco Montalto (st. 1), scelto come capo mandamento di Villabate da Bagarella, viene ucciso dagli uomini di Giuseppe Di Peri. È interpretato da Matteo Contino.
- Giuseppe Di Peri (st. 1), fa uccidere Montalto ed i suoi uomini per diventare il nuovo boss di Villabate ma, a sua volta, viene ucciso dagli uomini di Bagarella per non aver rispettato la sua scelta. È interpretato da Maurizio Nicolosi.
- Salvatore Di Peri (st. 1), figlio di Giuseppe Di Peri, anche lui ammazzato dagli uomini di Bagarella. È interpretato da Domenico Ciaramitaro
- Salvatore Barbagallo (st. 1), detto “Uccio”, componente del gruppo di fuoco dei Di Peri, una volta arrestato e messo alle strette da Barone, decide di collaborare con la giustizia. È interpretato da Alessandro Giallocosta.
- Gaetano Buscemi (st. 1), componente del gruppo di fuoco dei Di Peri, confessa il complotto contro i corleonesi per poi essere ammazzato. È interpretato da Giuseppe Provinzano.
- Pino Guastella (st. 1), detto “Sanbernardo”, componente del gruppo di fuoco di Resuttana. È interpretato da Pietro Pace.
- Pietro Romeo (st. 1), detto “U Petruni”, componente del gruppo di fuoco di Brancaccio. È interpretato da Franz Cantalupo.
- Cristofaro “Fifetto” Cannella (st. 1), detto “Castagna”, componente del gruppo di fuoco di Brancaccio. È interpretato da Giuseppe Lo Piccolo.
- Cosimo Lo Nigro (st. 1), detto “Bingo”, componente del gruppo di fuoco di Corso dei Mille ed esecutore della strage di Via dei Georgofili. È interpretato da Francesco Barbasso.
- Giuseppe Barranca (st. 1), detto “Ghiaccio”, componente del gruppo di fuoco di Bagarella. È interpretato da Tommaso Caporrimo.
- Scandurra (st. 1), detenuto dell'Ucciardone che cerca di ammazzare Pasquale Di Filippo. È interpretato da Christian Laiontini.
- Serena (st. 1), ragazza che fa arrestare Salvatore Barbagallo. È interpretata da Katia Greco.
- Giorgianni (st. 1), banchiere corrotto del Banco Centrale di Risparmio. È interpretato da Ottavio Amato.
- Vincenzina Marchese (st. 1), compagna di Leoluca Bagarella, che morirà suicida. È interpretata da Roberta Caronìa.
- Ettore (st. 1), titolare del Centro Sportivo di Bocce ed amico di Vincenzina. È interpretato da Gigi Borruso.
- Nunzio Scalera (st. 1), ex sicario di Bagarella con la passione per le filosofie orientali. Viene fatto ammazzare su ordine di Bagarella perché non aveva previsto la guerra tra i Montalto ed i Di Peri, garantendo per quest’ultimi, mettendo a rischio la vita di Vincenzina e Bagarella stesso. È interpretato da Fulvio D’Angelo.
- Tullio Cannella (st. 1), imprenditore legato a Bagarella, diventa collaboratore di giustizia dopo l’arresto. È interpretato da Alessio Piazza.
- Monica (st. 1-2), è la moglie di Tony Calvaruso. È interpretata da Daniela Marra.
- Pitti (st. 1), Avvocato dei Brusca ucciso da Giovanni Brusca, mandando così un segnale al padre in carcere. È interpretato da Bruno Di Chiara.
- Salvatore Donà (st. 1), Procuratore Capo di Termini Imerese. È interpretato da Vincenzo Pirrotta.
- Tonino Stranzi (st. 1), padre di Giada e suocero di Saverio Barone. È interpretato da Bruno Torrisi.
- Giorgio Menz (st. 1), tecnico della Bladeye. Fornisce delle telecamere israeliane manovrabili da remoto a Mazza e Barone per monitorare Di Filippo e Raja. È interpretato da Alessio Barone.
- McGregor (st. 1), carabiniere che segnala la moto ape che si dirigeva da Nino Mangano. È interpretato da Ludovico Vitrano.
- Michele (st. 1-3), poliziotto della Squadra Mobile, è stato fondamentale nella cattura di Giuseppe Monticciolo. È interpretato da Ivano Calafato.
- Daniele Rosati (st. 1-3), assistente capo della Squadra Mobile. È interpretato da Daniele Verciglio.
- Ilaria Miccoli (st. 1), è la direttrice dell'Ucciardone. È interpretata da Matilde Piana.
- Lucio Raja da adulto (st. 1), detto “Cocis”. È interpretato da Alessandro Agnello.
- Lucio Raja da ragazzo (st. 1). È interpretato da Nicasio Catanese.
- Saverio Barone da ragazzo (st. 1). È interpretato da Emanuele Misuraca.
- Giada Stranzi da ragazza (st. 1). È interpretata da Selene Caramazza.
- Michele Capomaccio (st. 1), imprenditore legato a Mico Farinella. È interpretato da Pino Torcasio.
- Tommaso Armilleri (st. 1), detto “la trottola”, uomo di fiducia di Mico Farinella per le vie di Palermo. È interpretato da Maurizio Prollo.
- Capo squadra mobile (st. 1), interpretato da Claudio Botosso.
- Grazia Musarra (st. 1), ex cancelliera di Barone. È interpretata da Raffaella D'Avella.
- Toscano (st. 1), Magistrato del Pool Antimafia. È interpretato da Vincenzo Ferrera.
- Nicosia (st. 1), Magistrato del Pool Antimafia. È interpretato da Adriano Giammanco.
- Giovanni Riina (st. 1), detto “l’erede”, figlio di Totò Riina e nipote di Leoluca Bagarella, è l’esecutore materiale dell’omicidio di Antonino Di Caro. È interpretato da Giulio Mezza.
- Antonio (st. 1), ragazzo che vende la merce rubata da Pietro Romeo, di cui fa l’identikit una volta arrestato. È interpretato da Giancarlo Commare.
- Giuseppe Di Matteo (st. 1-2), figlio di Santino Di Matteo, viene rapito e sequestrato a 13 anni da Giovanni Brusca in modo da far ritrattare il padre divenuto collaboratore di giustizia. Il suo rapimento diventa la fissazione di Saverio Barone che tenterà di salvarlo in tutti i modi. Viene ucciso dopo 779 giorni dal rapimento da Enzo Brusca, Giuseppe Monticciolo e Vincenzo Chiodo su ordine di Giovanni Brusca. È interpretato da Antonio Avella.
- Rosaria Cristiano (st. 1-2), moglie di Giovanni Brusca. È interpretata da Tiziana Lodato.
- Giuseppe Monticciolo (st. 1-2), detto “U Tedesco”, uomo d’onore di San Cipirello e muratore di professione, è l'uomo fidato di Brusca che una volta arrestato decide di pentirsi ammettendo il coinvolgimento nell'omicidio Di Matteo. È interpretato da Carlo Calderone.
- Vincenzo Chiodo (st. 1-2), meccanico di professione, è un uomo di Brusca ed è l’esecutore materiale dell'omicidio di Giuseppe Di Matteo. È interpretato da Filippo Pucillo.
- Nick Castellana (st. 1-2), boss americano in affari con Brusca. È interpretato da Kai Portman.
- Teresa Mazza (st. 1-2), moglie di Carlo Mazza. È interpretata da Rosalba Battaglia.
- Aurora Mazza (st. 1-2), figlia di Carlo Mazza. È interpretata da Chiara Russo.
- Russo (st. 1-3), Magistrato del Pool Antimafia. È interpretato da Dino Favuzza.
- Lorenza Abbianti (st. 1-3), Magistrato del Pool Antimafia. È interpretata da Stefania Blandeburgo.
- Nicola Iacono (st. 2), mafioso ed informatore di Francesca Lagoglio. Successivamente viene ammazzato da Matranga vicino a Paternò, sotto gli occhi di Provenzano. È interpretato da Cosimo Coltraro.
- Santo Sottile (st. 2), detto “il macellaio”, macellaio di professione e uomo d’onore di San Giuseppe Jato, uomo a cui Brusca fa riferimento dopo gli arresti di suoi numerosi uomini. È interpretato da Nicola Giosuè.
- Maria Savoca (st. 2), è la fidanzata di Enzo Brusca. È interpretata da Veronica Lucchesi.
- Salvatore Cucuzza (st. 2), detto “U Friddu”, capo mandamento di Porta Nuova e alleato di Giovanni Brusca. È interpretato da Giuseppe Schillaci.
- Giovanni Zerbo (st. 2), detto “U Pastureddu”, uomo d’onore di Porta Nuova e autista di Cucuzza. È interpretato da Michele Di Marco.
- Carlo Greco (st. 2), detto “Carruzzu”, Capo Mandamento vicario di Santa Maria di Gesù, arrestato dopo il pentimento di Giovanni Brusca. È interpretato da Paolo Brancati.
- Tito La Moredonia (st. 2), detto “U Gorilla”, è il vivandiere di Provenzano. È interpretato da Gianluca Cardinale.
- Giumarra (st. 2) uomo di Giovanni Brusca, che durante un brindisi fa notare l’assenza di Enzo Brusca facendo scattare così l'ira del primo che ordina a Giuseppe Monticciolo di uccidere il piccolo Giuseppe Di Matteo. È interpretato da Maurizio Iachella.
- Giuseppe Baldinucci (st. 2), detto “l’Americano”, uomo di fiducia di Vito Vitale, che ospita a casa sua Brusca durante la latitanza. È interpretato da Nick Nicolosi.
- Renato (st. 2), uomo di Aglieri. È interpretato da Domenico Panarello.
- Francesco Minnella (st. 2-3), Magistrato del Pool Antimafia. È interpretato da Goffredo Maria Bruno.
- Matranga (st. 2-3), uomo fidato di Bernardo Provenzano e assassino di Nicola Iacono. È interpretato da Oreste Scelta.
- Giusy Vitale (st. 2-3), sorella di Vito Vitale e Vice-Capomandamento di Partinico. È interpretata da Rita Abela.
- Carmine Renda (st. 2-3), uomo di Vito Vitale, che dopo aver scoperto che quest'ultimo l’ha condannato a morte decide di collaborare. È interpretato da Paolo Di Piazza.
- Davide (st. 3), uomo fidato di Pietro Aglieri, che vede come un padre, e che sarà scelto da quest’ultimo come suo successore. Viene ucciso in un agguato su ordine di Provenzano. È interpretato da Danilo Arena.
- Professor Luigi Murè (st. 3), i cui nomi in codice sono “il biondo” e il "numero 5", è il primario dell’ospedale San Giovanni di Palermo e messaggero di Provenzano che lo appoggerà alle elezioni comunali. È interpretato da Giovanni Carta.
- Sonia Marino (st. 3), è una giovane ragazza che bada alla madre sulla sedia a rotelle e fidanzata di Davide. È interpretata da Eleonora De Luca.
- Lina (st. 3), è la madre di Sonia, che riceve la pensione di invalidità grazie a Davide. È interpretata da Giuditta Perriera.
- Galea (st. 3), nonostante sia incensurato, è il nuovo braccio destro di Vito Vitale dopo l’arresto di Carmine Renda. È interpretato da Enrico Roccaforte.
- Heather (st. 3), ballerina e amante di Vito Vitale. È interpretata da Sofia Migliara.
- Elisa Barazza (st. 3), pasticcera ed amante di Vito Vitale. È interpretata da Francesca Ferro.
- Fabrizio De Palma (st. 3), colletto bianco di Aglieri, che viene indotto a costituirsi da quest’ultimo dopo che erano iniziate le indagini sulla bomba al metanodotto. È interpretato da Giuseppe Tantillo.
- Nello Rovello (st. 3), Procuratore Generale, chiede a Barone di occuparsi di Pasquale Cuntrera. È interpretato da Pascal Zullino.
- Pasquale Cuntrera (st. 3), boss di Siculiana che lascia il carcere di Parma per colpa di un anpas burocratico e si dà alla latitanza a Fuengirola in Spagna. È interpretato da Alberto Mario Graziano.
- Giulio Licata (st. 3), è il capo scorta di Paola Romano. È interpretato da Silvio Laviano.
- Padre Mario Frittitta (st. 3), è il confessore di Pietro Aglieri. È interpretato da Rocco Barbaro.
- Gioacchino Corso (st. 3), detto “il mastino”, è un uomo d’onore di Santa Maria di Gesù. È interpretato da Salvatore Scelta.
- Nicola Calipari (st. 3), Direttore del Centro Interprovinciale Criminalpol della Questura di Roma che collabora con Barone alla cattura di Pasquale Cuntrera in Spagna. È interpretato da Peppino Mazzotta.
- Capitano Iniesta (st. 3), Capitano della Guardia Civil, che collabora con Saverio Barone e Nicola Calipari. È interpretato da Ignacio Martin Paurici.
- Avvocato Romano (st. 3), è il padre di Paola Romano e noto Avvocato napoletano. È interpretato da Gianni Parisi.
- Lisa Romano (st. 3), è la sorella di Paola Romano e studentessa di Psicologia. È interpretata da Elena Funari.
- Avvocatessa Romano (st. 3), è la madre di Paola Romano. È interpretata da Cinzia Mirabella.
- Psichiatra (st. 3), prende in cura Saverio Barone. È interpretato da Daniele Pilli.

## Riconoscimenti
- 2018 - Premio Flaiano[1]
  - Miglior interpretazione maschile a Francesco Montanari
- 2018 - Cannes International Series Festival[2]
  - Miglior attore protagonista a Francesco Montanari